# Índice de Malmquist

El Índice de Malmquist  (IM) es un índice multilateral que puede ser usado para comparar la productividad (tecnología de producción y eficiencia) de diversas economías. El índice recibe su nombre en honor del Profesor Sten Malmquist, cuyas ideas permitieron el desarrollo del llamado Índice de Productividad de Malmquist.
El Índice de Malmquist está basado en el concepto de la función de producción. Esto es una función de la máxima producción posible, con respecto a un conjunto de los insumos pertenecientes a capitales y trabajo. Tal que, si {\displaystyle S_{a}} es el conjunto de insumos laborales y capitales de una economía, y {\displaystyle Q} es la función de producción de esta, podríamos escribir {\displaystyle Q=f_{a}(S_{a})}.
Aunque la función de producción normalmente se aplica a empresas, es posible calcularla para regiones enteras o naciones. Esto constituye una función de producción del conjunto. 
Para calcular el Índice de Malmquist de la economía A con respecto a la economía B, tenemos que sustituir los insumos laborales y capitales de la economía A en la función de producción de B, y viceversa. La fórmula del IM se da abajo.
{\displaystyle IM={\sqrt {(Q_{1}Q_{2})/(Q_{3}Q_{4})}}}
Donde
{\displaystyle Q_{1}=f_{a}(S_{a})}
{\displaystyle Q_{2}=f_{a}(S_{b})}
{\displaystyle Q_{3}=f_{b}(S_{a})}
{\displaystyle Q_{4}=f_{b}(S_{b})}
Nótese que el IM de A con respecto a B es el recíproco del IM de B con respecto a A. Si el IM de A con respecto a B es más grande que 1, la tecnología de producción del conjunto de la economía A es superior al de la economía B.
El Índice de Malmquist se introdujo en 1982, en el artículo, "Multilateral Comparisons of Output, Input and Productivity Using Superlative Index Numbers", de Douglas W. Caves, Laurits R. Christensen y W. Erwin Diewert.